# 中村静香 (ヴァイオリニスト)
中村 静香（なかむら しずか、1962年4月17日 - ）は、日本のヴァイオリニスト、ヴィオリスト。

## 経歴
神奈川県藤沢市出身。3歳からヴァイオリンを始める。桐朋女子高等学校音楽科を経て、桐朋学園大学音楽学部卒業。全額スカラシップを受け、アスペン音楽祭に参加する。また、文化庁芸術家派遣在外研修員として、ジュリアード音楽院に留学する。鷲見三郎、海野義雄、川崎雅夫、ドロシー・ディレイらに師事した。
2年に1度自主企画のリサイタルを開催している。最近はヴィオリストとしての活動にも力を注いでいる。現在、桐五重奏団、水戸室内管弦楽団、サイトウ・キネン・オーケストラのメンバーであり、東京音楽大学准教授、フェリス女学院大学非常勤講師。日本音楽コンクール（ヴァイオリン部門）の審査員も務めている。
CDとして、ピアニスト・寺嶋陸也と共演した『シューベルティアーデ』などがある。

## 受賞歴
- 1983年 第52回日本音楽コンクール 第1位、増沢賞、レウカディア賞、黒柳賞 受賞[1][3]
- 第29回海外派遣コンクール 特別表彰
- 1986年 第3回日本国際音楽コンクール 第5位入賞